# عمر الجريسيㅤ
عمر الجريسي إعلامي وكاتب ورائد أعمال سعودي، يُعرف باستضافته عددًا من المسؤولين وصناع القرار في المملكة العربية السعودية عبر برنامجه الحواري بودكاست سقراط، الذي يُقدمه بالتعاون مع منصة ثمانية. يُعد من أبرز الشخصيات السعودية في مجال الإعلام الرقمي والحوار الاستراتيجي المرتبط بـرؤية السعودية 2030.

## التعليم
حصل الجريسي على درجة البكالوريوس في الإدارة المالية من جامعة الأمير سلطان عام 2012، كما شارك في برامج تنفيذية في معهد إنسياد لإدارة الأعمال، بالإضافة إلى برامج قيادية من جامعة هارفارد، وبرامج دولية متخصصة بريادة الأعمال والحوكمة.

## الحياة المهنية
بدأ عمر الجريسي مسيرته المهنية في القطاع الخاص، وتدرج في المناصب الإدارية حتى أصبح نائب المدير العام في مجموعة الجريسي. ثم أسّس لاحقًا شركتي تام التنموية وعين التنموية، ويشغل حاليًا منصب رئيس مجلس إدارة كلتيهما.
كما يشغل مناصب قيادية أخرى منها:
- رئيس مجلس إدارة شركة آد للمشاريع
- رئيس مجلس إدارة مصنع الجريسي لتقنية البطاقات.
- عضو مجلس إدارة سابق في شركة أكسا للتأمين التعاوني وشركة عزم السعودية.[6][7]
- عضو في مجالس إدارات شركات في مجالات الإعلام والتقنية والخدمات العامة.[4]

## بودكاست سقراط
في عام 2019، أطلق الجريسي بودكاست سقراط، وهو برنامج حواري أسبوعي يستضيف فيه مسؤولين حكوميين وقادة مؤسسات لمناقشة السياسات العامة والمبادرات الوطنية، حيث ناقش البرنامج قضايا تتعلق بالتعليم، والصحة، والاقتصاد، والرياضة، والترفيه، وغيرها. وفي عام 2021م استحوذت شركة ثمانية للنشر والتوزيع على بودكاست سقراط.

## النشاط الإعلامي
- مقدم برنامج بودكاست سقراط عبر منصة ثمانية.[9]
- مقدم برنامج حكاية وعد على قناة إم بي سي من عام 2023م.[10][11]
- شارك في إنتاج الفيلم الوثائقي رحلة التحول.

## عضويات ومشاركات
- أحد المستثمرين الملائكيين في شركات ناشئة
- عضو في منتدى القيادات العالمية الشابة التابع للمنتدى الاقتصادي العالمي

## المؤلفات
- مذكرات الطالب المدير (2020).[12]
- الحلم الكبير (2023)، يوثق فيه مراحل التحول الوطني في المملكة.[13]

## وصلات خارجية
- صفحة عمر الجريسي على ثمانية
- حديث TEDx لعمر الجريسي على يوتيوب
- بودكاست سقراط على سبوتيفاي